# Kepler-9d

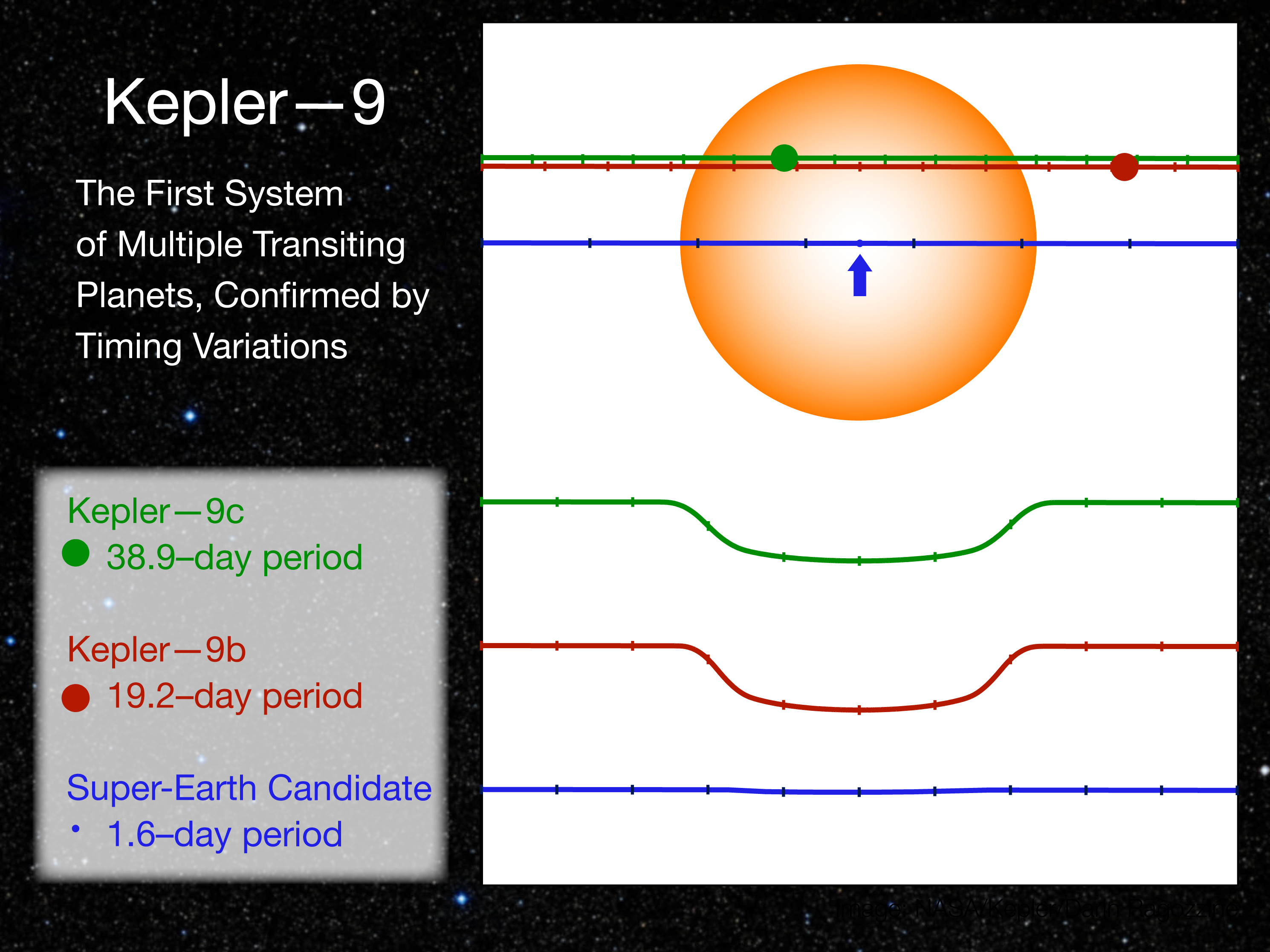
Curvas de luz de los planetas en tránsito de Kepler-9.

Kepler-9d, anteriormente conocido como KOI-377.03, es un planeta en órbita alrededor de la estrella similar al Sol, la estrella Kepler-9. Inicialmente descubierto por el satélite Kepler, un satélite artificial construido y operado por la NASA, Kepler-9d es más probable un Super-Tierra, con un radio estimado aproximadamente el 60% más grande que el de la Tierra, aunque su masa exacta no puede ser determinada. Kepler-9d orbita Kepler-9 cada 1,56 días a una distancia de 0,0273 UA de su estrella, una muy corta distancia. Aunque Kepler-9d es el planeta más cercano a su estrella en su sistema, se llama Kepler-9d lugar de Kepler-9b porque dos gigantes de gas, Kepler-9b y Kepler-9c, se confirmaron primero . Los estudios originales en el sistema primero sugirieron que Kepler-9d podría ser un planeta, una investigación de seguimiento realizada por el equipo de Kepler confirmó más tarde que lo era, la confirmación de Kepler-9d como planeta se publicó en el Astrophysical Journal el 1 de enero de 2011. El equipo utilizó telescopios en el Observatorio W. M. Keck en Hawái para el seguimiento del descubrimiento inicial del telescopio Kepler.

## Origen del nombre
El nombre de Kepler-9d viene de él que es el tercer planeta descubierto en la órbita de Kepler-9. Kepler-9 fue nombrado por la nave espacial Kepler, un satélite de la NASA que tiene como objetivo descubrir planetas terrestres en tránsito alrededor, o cruzar en frente, su estrella madre visto desde la Tierra. Este tránsito provoca un intervalo regular en el que la estrella se atenúa brevemente y un poco como el planeta cruza.

Reportado inicialmente como un caso de tránsito por el satélite Kepler-9d se le dio la designación KOI 377,03. Fue reconocido como planeta potencial después de un estudio sobre el sistema confirma Kepler-9b y Kepler-9c, pero los estudios de seguimiento tuvo que ser completado para comprobar que se trataba efectivamente de un planeta, y que el evento de tránsito aparente no se debió a un fondo binaria eclipsante estrella en la apertura de Kepler de la fotómetro. El equipo de Kepler exhaustivamente refutada que el pequeño evento de tránsito podría haber sido otra cosa que un planeta, y sus resultados fueron publicados en la revista Astrophysical Journal el 1 de enero de 2011. Las observaciones posteriores se llevaron a cabo por el Espectómetro de alta resolución Echelle en el Observatorio WM Keck en Hawái, así como el Observatorio WIYN en Arizona y el Observatorio Palomar en California.

## Estrella madre
Kepler-9 es una estrella similar al Sol en la constelación de Lyra que se encuentra a unos 650 parsecs de la Tierra. Con una masa de 1,07 M ☉  y un radio de 1,02 R ☉ , Kepler-9 es casi exactamente el mismo tamaño y la anchura del Sol, siendo sólo un 7% más masivo y el 2% en general. Kepler-9 tiene una temperatura efectiva de 5777 (± 61) K, en comparación con el del Sol a 5778 K, y es aproximadamente 32% más rica en metales (en términos de hierro) que el sol. Kepler-9 es más joven que el Sol, y se estima en mil millones años de edad Kepler-9 tiene dos planetas distintos de Kepler-9d:.. Los gigantes de gas Kepler-9b y Kepler-9c.

## Características
Basándose en el tamaño de su curva de luz, Kepler-9d se supone que es un Super-Tierra, aunque no se conoce su masa exacta. Se presume que es por lo menos 1,5 veces la masa terrestre. [3] El radio del planeta se infiere que 1.64 RE, es decir, aproximadamente 64% más grande que el radio de la Tierra. Con una temperatura de equilibrio de 2.026 K, que es más caliente que todos los planetas anteriores descubiertos por Kepler (sin contar los tres descubiertos previamente que están situados en su campo de visión). Su densidad no se conoce. [2] Con una distancia media de 0,0273 UA (2,537,695.73 millas) de su estrella, que orbita cada 1,592851 días, Kepler-9d es el planeta más cercano a su estrella en el sistema Kepler-9. [1] Para comparar, el planeta Mercurio es 0,3871 UA de distancia del Sol, que orbita cada 87,97 días. [6]